# Brat Camp
Brat Camp foi um reality show esportivo britânico transmitido pelo Channel 4.
Sua primeira temporada, no RedCliff Ascent, venceu um Emmy Internacional de melhor programa sem roteiro. As quatro temporadas seguintes começaram a declinar na audiência. Um versão americana de Brat Camp foi cancelada após a sua primeira temporada, em 2007 foi exibido no Canadá pelo canal Slice. A versão original britânica foi exibida nos Estados Unidos em 2004, pelo ABC Family, com o sucesso do show, a ABC encomendou uma versão americana.
Em 27 de agosto de 2007, o Channel 4 anunciou o fim do programa, junto com Celebrity Big Brother e You Are What You Eat.